# 토켈라우어
토켈라우어는 남태평양의 토켈라우와 아메리칸사모아 스웨인스섬에서 쓰이는 언어이다. 폴리네시아어군에 속한다. 같은 폴리네시아어군 언어들, 특히 사모아어 및 투발루어와 가까운 관계이다. 토켈라우어는 영어와 함께 토켈라우어의 공용어로 지정되어 있다. 토켈라우어 사용자는 약 4,260명이며 그 중 2,100명은 뉴질랜드에 살고, 1,400명은 토켈라우, 17명은 스웨인스섬에 살고 있다. “토켈라우”라는 이름은 “북북동”을 뜻한다.

## 문자와 발음
토켈라우어는 로마자로 표기하고 다음 15개의 글자를 사용한다.
A, E, I, O, U, F, G, K, L, M, N, P, H, T, V.
토켈라우어는 5개의 모음과 모음의 길이를 구분한다. A E I O U /a e i o u/, Ā Ē Ī Ō Ū /aː eː iː oː uː/.
장모음은 모음 글자 위에 장음 부호를 붙여 나타내기도 하지만, 대부분의 토켈라우인은 단모음과 장모음을 구분해 적지 않는다.
토켈라우어는 10개의 자음을 구분한다. P T K F V H M N G L /p t k f v h m n ŋ l/ (G는 /ŋ/을 나타낸다).

## 단어
- 안녕: Mālo ni(말로 니)
- 잘 가: Tōfā ni(토파 니)
- 고마워: Fakafetai(파카페 타이)
- 이 음식이 맛있네: Te malie o te meakai(테말리 오 테 마카이)
- 어서와: Ulu tonu mai(울루토누 마이)

## 같이 보기
- 누쿠오로어